# Outsa
Outsa är en ort i Komorerna.   Den ligger i distriktet Anjouan, i den centrala delen av landet, 150 km öster om huvudstaden Moroni. Outsa ligger 535 meter över havet och antalet invånare är 489. Den ligger på ön Anjouan.
Terrängen runt Outsa är varierad. Havet är nära Outsa åt sydost.  Närmaste större samhälle är Adda-Douéni, 1,5 km söder om Outsa. 